# Preénfasis
El preénfasis es el incremento del nivel de altas frecuencias de audio en proporción directa al aumento de amplitud del ruido en dichas frecuencias, antes de la modulación, con el fin de mantener una relación constante a través de toda la banda de transmisión. Lo contrario a esta acentuación sería la atenuación o deénfasis.

## Terminología
En el procesamiento de señales de audio electrónicos, el pre-énfasis se refiere a un proceso diseñado para aumentar la magnitud de algunas frecuencias con respecto a la magnitud de otras frecuencias con el fin de mejorar la relación señal a ruido en general, reduciendo al mínimo los efectos adversos de fenómenos tales como la atenuación, la distorsión o la saturación de los medios de grabación en las partes finales del sistema. La operación contraria se llama deénfasis, y el sistema en su conjunto se llama énfasis.
La acentuación que permite el preénfasis supone más desviación de frecuencia de la que producirían las frecuencias originales.

## Aplicaciones en radio
Se utiliza comúnmente en las telecomunicaciones, la grabación de audio digital, registro de corte, en las transmisiones de radiodifusión de FM, y en la visualización de los espectrogramas de las señales de voz. Se emplea en frecuencia modulada o modulación de fase transmisores para igualar la potencia de accionamiento de la señal de modulación en términos de relación de la desviación. El proceso de demodulación receptor incluye una red recíproca, denominada red de deénfasis, para restaurar la señal original de la distribución de energía.